# Psychotria galeottiana
Psychotria galeottiana är en måreväxtart som först beskrevs av Martin Martens, och fick sitt nu gällande namn av Charlotte M. Taylor och David H. Lorence. Psychotria galeottiana ingår i släktet Psychotria och familjen måreväxter. Inga underarter finns listade i Catalogue of Life.